# Гумбольдт (река)
Гу́мбольдт (англ. Humboldt River) — река в северной части штата Невада, США. Длина реки составляет 531 км, что делает её второй самой длинной рекой Большого Бассейна после реки Бэр. Названа в честь немецкого натуралиста и путешественника Александра фон Гумбольдта. Расход воды — 11 м³/с.
Высота истока — 1713 м над уровнем моря. Высота устья — 1187 м над уровнем моря.

## Описание

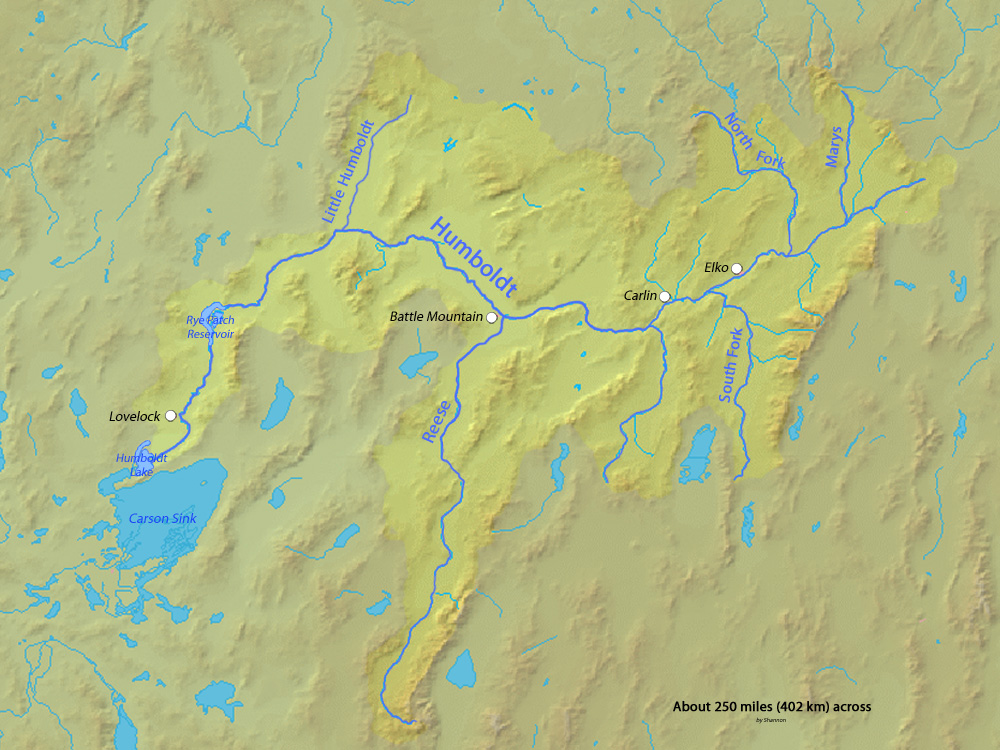
Карта бассейна реки Гумбольдт

Река берёт начало на восточной оконечности горного хребта Ист-Гумбольдт, недалеко от города Уэлс. Течёт в юго-западном направлении через территорию округа Элко, протекая через города Элко и Карлин. Примерно в 24 км выше Элко принимает приток Северный Гумбольдт, а в 11 км ниже Элко — приток Южный Гумбольдт. На севере округа Юрика река протекает через каньон Палисейд, расположенный между южной оконечностью хребта Таскарора и северной оконечностью хребта Шошоне. В районе невключённой общины Батл-Маунтин Гумбольдт поворачивает на северо-запад и течёт в этом направлении на протяжении около 80 км, после чего поврачивает на запад. Недалеко от Батл-Маунтин река принимает крупный приток Рис, а в 8 км выше города Уиннемакка принимает приток Литл-Гумбольдт.
Ниже устья реки Литл-Гумбольд река Гумбольдт вновь поворачивает на юго-запад, протекая через территорию округа Першинг вдоль западной стороны горных хребтов Гумбольдт и Уэст-Гумбольдт. В центральной части округа Першинг на реке расположена плотина Рей-Патч, формирующая одноимённое водохранилище, вода из которого используется для орошения ферм близ городка Ловлок, который находится в 22 милях ниже по течению. Река впадает в небольшое озеро Гумбольдт, расположенное на границе округов Першинг и Черчилл, примерно в 32 км к юго-западу от Ловлока.
Река имеет самый большой водосборный бассейн (16 600 кв. миль) среди рек США, которые не впадают в океан. С географической точки зрения бассейн реки Гумбольдт можно разделить на 3 части, границы между которыми будут проходить по каньонам Палисейд и Эмигрант. Верхний бассейн реки Гумбольдт расположен выше каньона Палисейд. Он занимает около 13 000 км² на северо-востоке штата. Средний бассейн находится между каньонами Палисейд и Эмигрант; его площадь составляет около 20 000 км². Нижний бассейн, расположенный ниже каньона Эмигрант, занимает территорию площадью около 11 000 км². Гидрологически бассейн можно разделить на 2 части — выше и ниже каньона Палисейд. Данное деление обусловлено тем, что выше каньона расход воды повышается, тогда как ниже каньона он постепенно уменьшается. Длина верхнего участка реки составляет 148 км, а нижнего — 351 км. Основные притоки верхней части реки: Бишоп-Крик, Мэрис, Ламоиль-Крик, Норт-Форк, Саут-Форк, Сьюзи-Крик и Мэгги-Крик; нижней части реки: Пайн-Крик, Рис и Литл-Гумбольдт.

## История

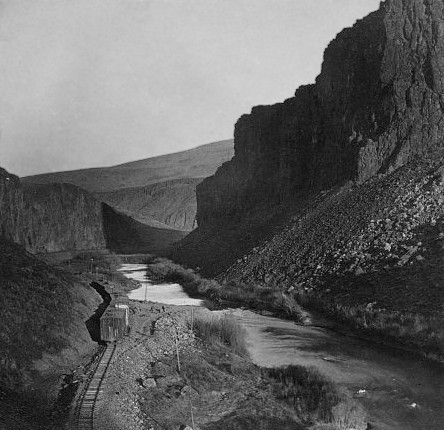
Каньон Палисейд во время строительства Первой трансконтинентальной железной дороги (ок. 1868 года)

Ко времени прихода европейцев на территории бассейна реки Гумбольдт проживало небольшое количество пайютов и шошонов. Вплоть до времени прихода сюда трапперов в середине XIX века европейцы имели крайне скудные сведения о данном регионе. 9 ноября 1828 года первым увидел реку Гумбольдт канадский исследователь и торговец пушниной Питер Скини Огден в ходе своей пятой экспедиции к реке Снейк. Огден двигался на юг вдоль реки Литл-Гумбольдт, достигнув в её устье самой реки Гумбольдт. Огден исследовал реку на протяжении нескольких сотен миль, составив после этого первую известную карту региона. Изначально путешественник назвал реку просто Неизвестной (Unknown River), однако затем переименовал её в Полс-Ривер, по имени одного из трапперов, который умер в ходе экспедиции и был похоронен на берегу реки. Позже Огден вновь сменил название на Мэрис-Ривер, по имени индейской жены одного из трапперов, что ещё позже превратилось уже в Сент-Мэрис-Ривер. В 1829 году исследователь писал, что наиболее подходящим названием для данного водотока будет Свампи-Ривер. В 1833 году реку исследовала экспедиция Бенджамина Бонневиля, которая дала ей название Баррен-Ривер. Американский писатель Вашингтон Ирвинг, описывая экспедицию Бонневиля в своей книге 1837 года, называет реку Огденс-Ривер, используя тем самым название, бывшее популярным среди ранних трапперов. К началу 1840-х годов тропа, идущая вдоль реки, стала использоваться для путешествия переселенцев в Калифорнию.
В 1848 году река была исследована Джоном Фримонтом, который составил подробную карту региона и дал реке современное название. В 1869 году долина реки была использована для строительства Центрально-тихоокеанского сегмента Первой трансконтинентальной железной дороги. Уже в XX столетии через долину реки прошло американское шоссе № 40 (U.S. Highway 40), которое позже было заменено на межштатную магистраль I-80.

## Экология
В последнее время в округе Элко отмечается восстановление местной популяции канадского бобра, что, вероятно, связано с уменьшением охоты на этих животных, а также с уменьшением использования прибрежной растительности на корм скоту. Улучшение особенно заметно на таких притоках реки Гумбольдт, как Мэгги-Крик и Сьюзи-Крик, где ранчо, различные учреждения и некоммерческие группы уже около 20 лет работают над различными проектами и совершенствованием техник выпаса скота. В 2006 году на реке Мэгги-Крик (около 20 миль) было найдено 107 бобровых плотин, тогда как в 2010 году на том же участке была уже 271 плотина. Бобровые плотины замедляют течение реки, что приводит к накоплению осадочного материала, который ранее сносился течением ниже. Это в свою очередь способствует восстановлению прибрежной растительности и расширению зоны, покрытой этой растительностью. Запруживание бобрами реки способствует также увеличению инфильтрации воды в почву, и как следствие — повышению уровня грунтовых вод. Мониторинг золотодобывающей компании Newmont Mining Corporation позволил установить, что за последние 17 лет уровень грунтовых вод вдоль Мэгги-Крик повысился примерно на 0,6 м. Большее постоянство водотоков бассейна способствует лучшей обеспечиваемости диких животных и скота водой, а также сохранению местной популяции форели.

## Галерея

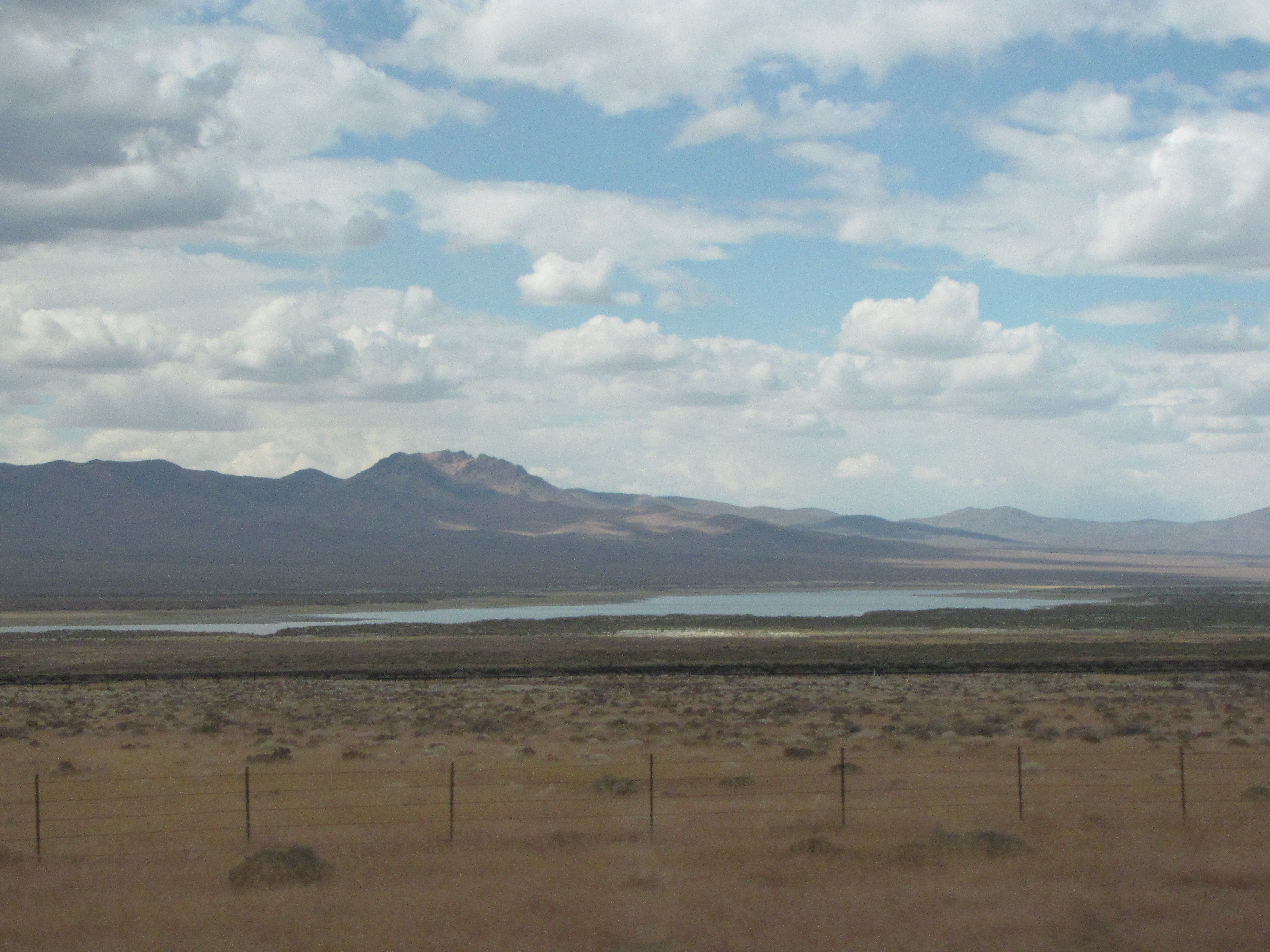
Водохранилище Рей-Патч
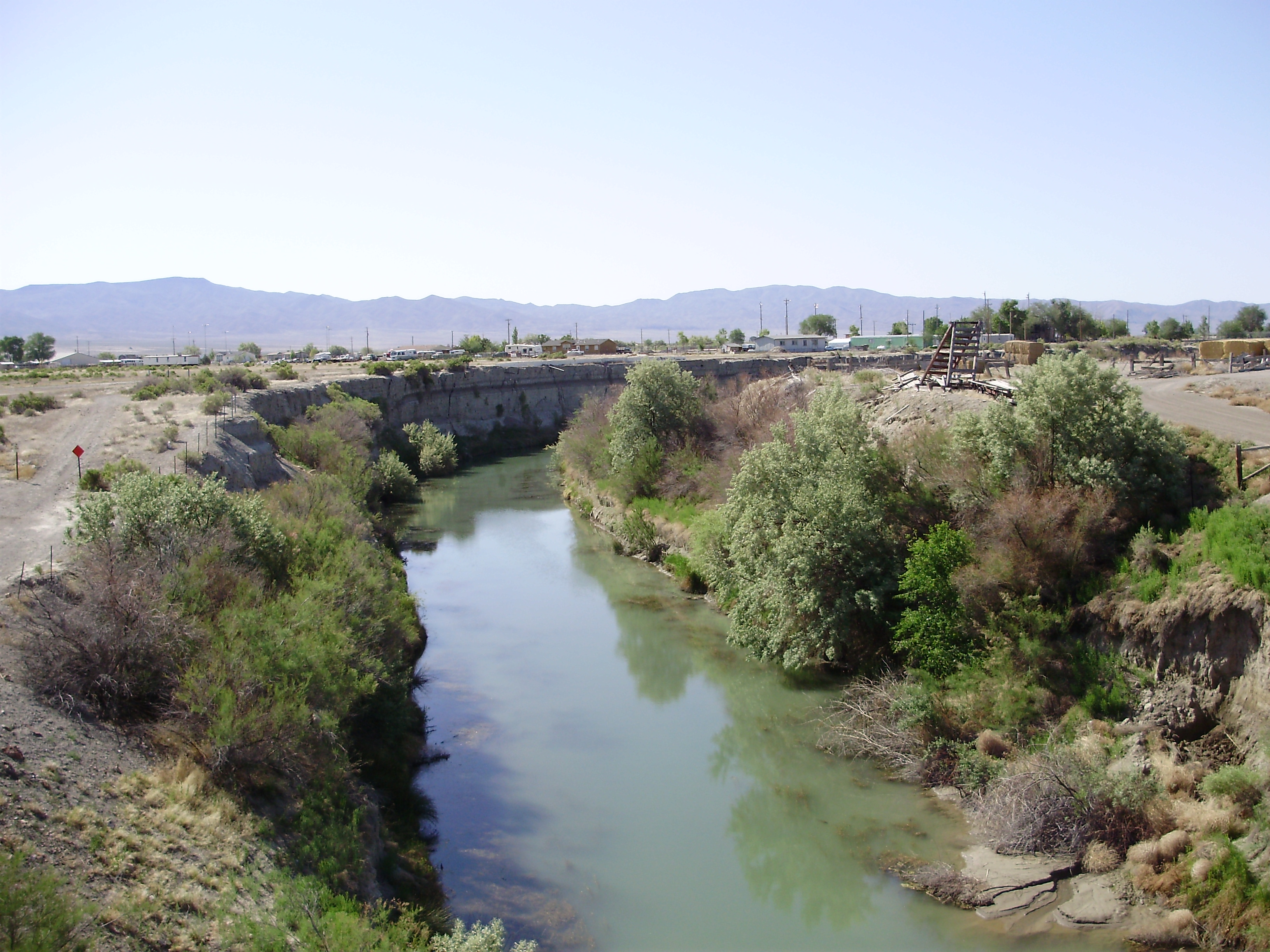
Гумбольдт близ города Ловлок
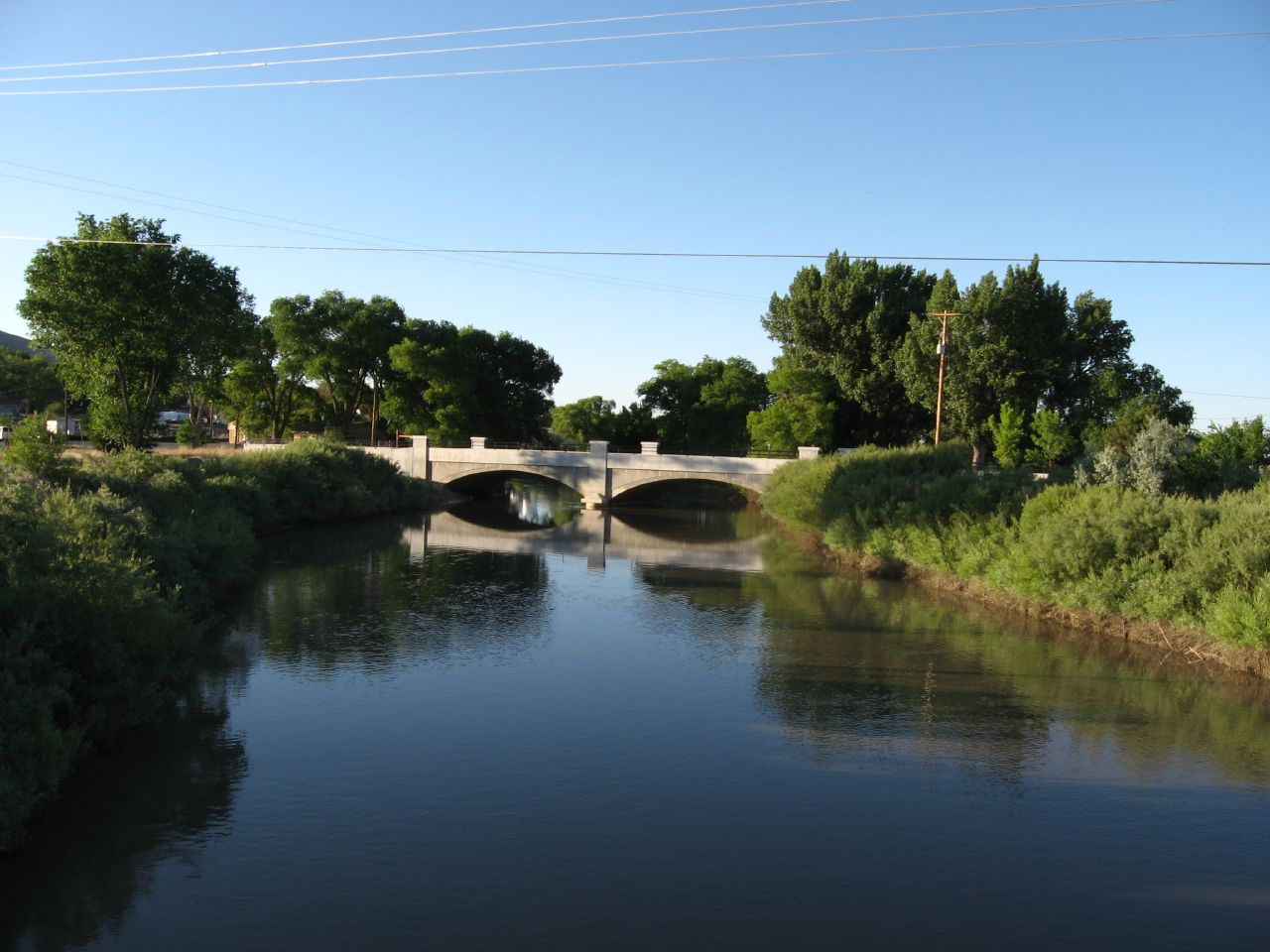
Гумбольдт в городе Уиннемакка